# Hugo Brizuela
Hugo Rolando Brizuela Benítez (* 8. Februar 1969 in Pilar) ist ein ehemaliger paraguayischer Fußballspieler. Er verbrachte seine Karriere in fünf Ländern Lateinamerikas und nahm für Paraguay an der Fußball-Weltmeisterschaft 1998 teil.

## Karriere

### Verein
Brizuela begann seine Profikarriere beim Club Sol de América aus der Hauptstadt Asunción. 1992 verließ er Paraguay und spielte in Chile für die Vereine CD O’Higgins, Unión Española und Audax Italiano. Es folgte 1998 ein Abstecher nach Argentinien zu den Argentinos Juniors. In den Spielzeiten 1999 und 2000 war er erneut in Chile beim CD Universidad Católica aktiv. Danach schloss Brizuela sich dem argentinischen Klub Chacarita Juniors an. 2001 wechselte er nach Mexiko, wo er für CF Pachuca und den Club León spielte. Mit Pachuca gewann er die Primera División de México Invierno 2001. Nach einer Spielzeit in Ecuador beim Barcelona Sporting Club kehrte er 2004 zu seinem früheren Verein Audax Italiano zurück. 2005 beendete er seine aktive Laufbahn bei CD O’Higgins.

### Nationalmannschaft
Anlässlich der Copa América 1997 wurde Brizuela in den paraguayischen Kader für die berufen. Bei diesem Turnier wurde er in zwei Gruppenspielen jeweils in der zweiten Halbzeit eingewechselt.
Auch bei der Fußball-Weltmeisterschaft 1998 in Frankreich stand Brizuela im paraguayischen Aufgebot. Er kam im dritten Gruppenspiel gegen Nigeria zum Einsatz und wurde in der 78. Minute gegen Arístides Rojas ausgewechselt. Paraguay scheiterte im Achtelfinale am späteren Weltmeister Frankreich.
Zwischen 1997 und 2001 bestritt Brizuela 18 Länderspiele für Paraguay, in denen er drei Tore erzielte.

## Erfolge
- Mexikanischer Meister: 2001